# Atentado del metro de San Petersburgo de 2017
El atentado del metro de San Petersburgo fue un ataque terrorista perpetrado en la tarde del 3 de abril de 2017 en el ferrocarril metropolitano de esta ciudad, la segunda más importante de Rusia, entre las estaciones Sennaya Plóshchad y Tejnologuícheski Institut de la línea 2 del suburbano.
Tras producirse el atentado toda la red norte del metro de San Petersburgo fue cerrada.

## Ataque

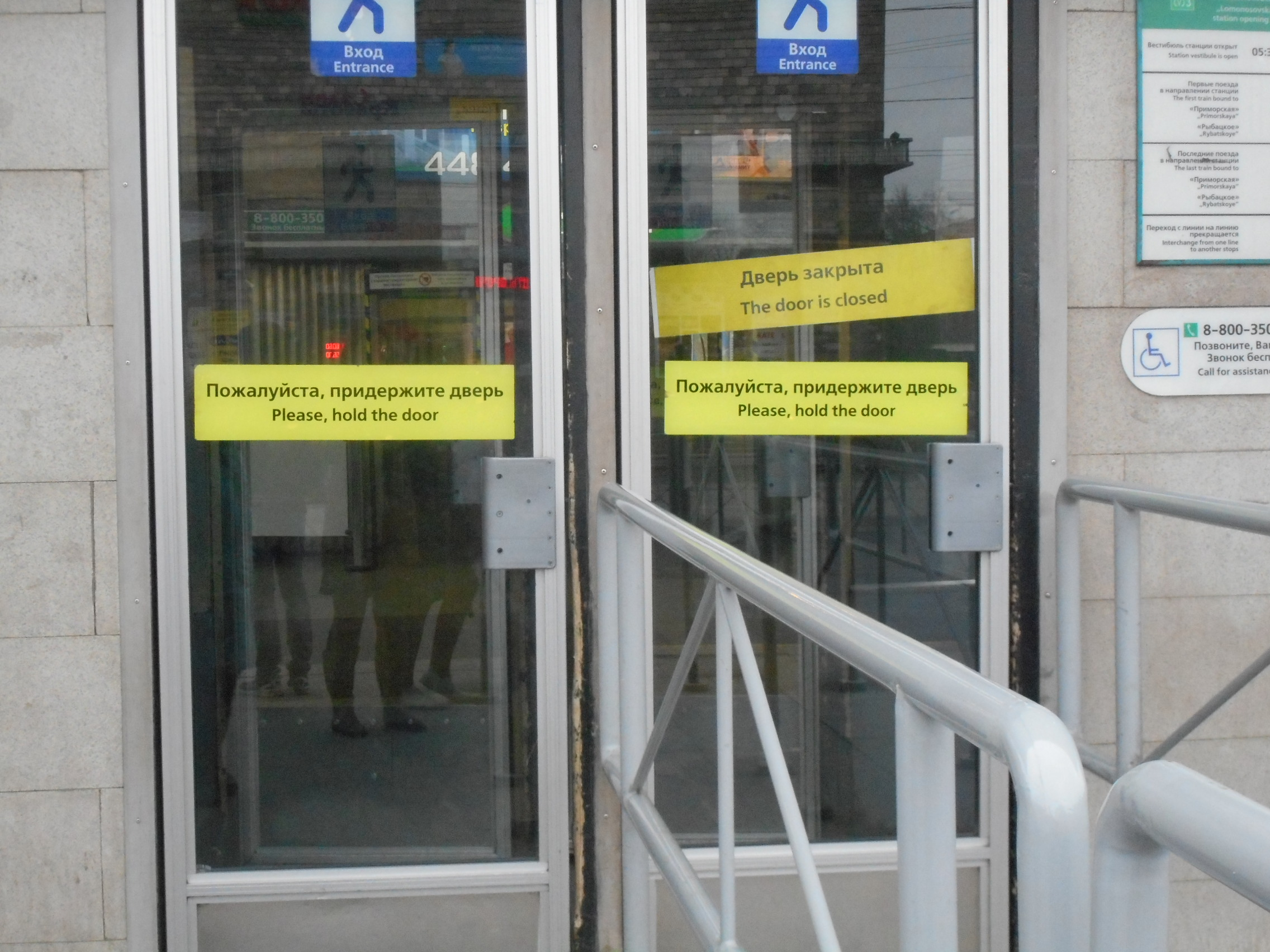
Puertas de ingreso al metro cerradas por motivo del ataque.

Cerca de las 14:40 horas local (UCT +3), se registraron explosiones en un vagón del suburbano de San Petersburgo en la estación de Sennaya Plóshchad. Testigos presenciales informaron que la bomba contenía metralla. Después de conocerse las explosiones, las autoridades decidieron cerrar toda la red del metro.

## Reacciones
El presidente de Rusia, Vladímir Putin, se encontraba en la ciudad en el momento en que sucedieron los ataques, dirigiéndose a los medios para decir que las autoridades abrirán una investigación.
El alcalde de Moscú, Serguéi Sobianin, expresó sus condolencias con las víctimas y los heridos de estos ataques, ordenando que se extremen las precauciones y la seguridad de los medios de transporte de la capital rusa.

## Víctimas

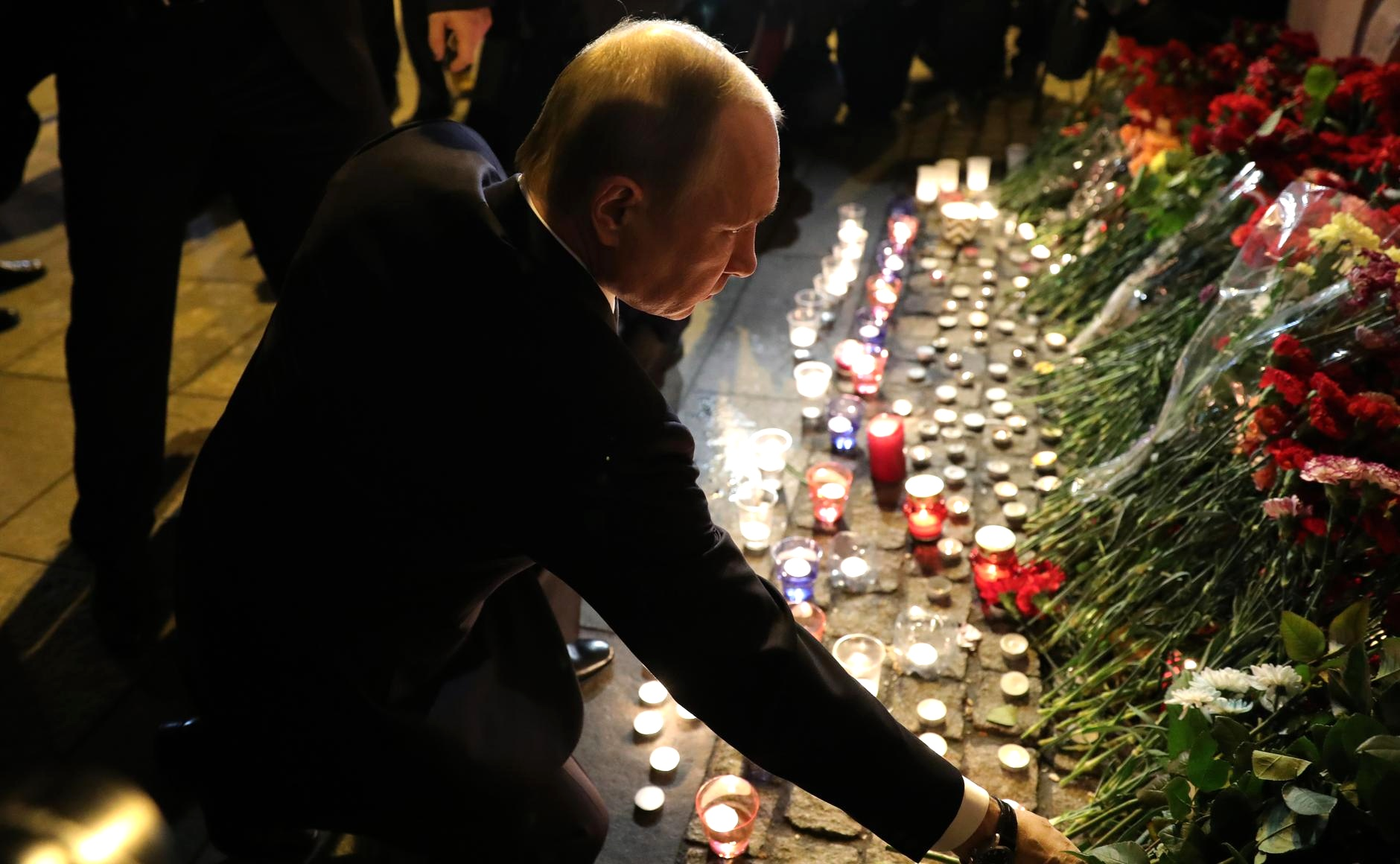
El presidente Vladímir Putin colocando ofrendas florales en honor a los fallecidos por el ataque.

| País        | Muertes |
| ----------- | ------- |
| Rusia       | 11      |
| Kazajistán  | 1       |
| Azerbaiyán  | 1       |
| Desconocido | 1       |
| Total       | 14      |